# انور گدویف
انیوار گدویف یا انور گدویف (به روسی: Аниуар Гедуев؛ زادهٔ ۲۶ ژانویهٔ ۱۹۸۷) کشتی‌گیر پیشین اهل روسیه است که در دستهٔ ۷۴ کیلوگرم کشتی آزاد رقابت می‌کرد. او برندهٔ مدال نقرهٔ المپیک ۲۰۱۶ ریو و مدال طلای بازی‌های اروپایی ۲۰۱۵ باکو است. گدویف همچنین قهرمان دو دورهٔ پیاپی مسابقات قهرمانی کشتی اروپا در سال‌های ۲۰۱۳ و ۲۰۱۴، و دارای مدال برنز مسابقات قهرمانی کشتی جهان در ۲۰۱۵ است.
گدویف در نیمه‌نهایی مسابقات قهرمانی کشتی جهان ۲۰۱۵ لاس وگاس در برابر جردن باروز که سال‌ها قهرمان بلامنازع این وزن در جهان بود، با نتیجهٔ نزدیک ۴ بر ۳ در کشور میزبان شکست خورد و به مدال برنز رسید اما در المپیک ۲۰۱۶ ریو توانست از باروز با نتیجهٔ ۳–۲ انتقام بگیرد و مدعی قهرمانی را شکست بدهد. او به فینال رسید و با با باخت در دیداری نزدیک با نتیجهٔ ۶–۶ برابر حسن یزدانی از ایران به مدال نقرهٔ المپیک دست یافت.

## المپیک ۲۰۱۶ ریو
گودیف در سال ۲۰۱۶ میلادی در المپیک ریو در وزن ۷۴ کیلو حاضر بود که در یک قرعه سخت  بکزاد عبدالرحمانوف از ازبکستان، جردن باروز از آمریکا و جبرییل حسن‌اف از آذربایجان را شکست داد و در مرحله فینال به حسن یزدانی رسید. گودیف در فینال با وجود برتری امتیازی و فنی در سه دقیقه اول ، نتوانست در وقت دوم برتری خود را حفظ کند و با نتیجه مساوی ۶_۶ نهایتا از حسن یزدانی شکست خورد و به مدال نقره رسیده است.